# Свети Атанасий (Драгоманци)
Вижте пояснителната страница за други значения на Свети Атанасий.
„Свети Атанасий“ или „Свети Атанас“ (на гръцки: Άγιος Αθανάσιος) е православна църква в мъгленското село Драгоманци (Апсалос), Гърция, част от Воденската, Пелска и Мъгленска епархия. 
Църквата е построена в 1817 година. В архитектурно отношение храмът е класическата за XIX век трикорабна базилика. Тя е забележителен пример за църковната архитектура в Мъглен. Църквата е обявена за исторически паметник на 2 юни 1987 година.